# نيقوسيا (صقلية)
نيقوسيا أو النيقُشين (بالإيطالية: Nicosia)‏ هي بلدية في مقاطعة إنا في صقلية الإيطالية.

## السكان
في سنة 1861 بلغ عدد السكان 15٬030 نسمة، وتطور العدد ليصل في سنة 2011 لـ 14٬272 نسمة.
يظهر هذا المخطط البياني تطور النمو السكاني لـ نيقوسيا (صقلية)